# Горегляд, Валерий Павлович
Валерий Павлович Горегляд (род. 18 июня 1958, Глуск, Могилёвская область, Белорусская ССР, СССР) — главный аудитор Банка России, доктор экономических наук.

## Биография
В 1981 году окончил факультет ракетостроительной техники Московского авиационного института.
В 1981—1985 годах — инженер в конструкторском бюро машиностроительного завода «Вымпел» в Москве.
В 1985—1989 годах — секретарь в Тушинском районном комитете ВЛКСМ Москвы. В 1989—1991 — секретарь Московского горкома ВЛКСМ. В 1991—1994 — директор акционерного общества «Одиссей».
В 1994—2001 годах — глава аппарата комитета по бюджету, налоговой политике финансовому, валютному и таможенному регулированию, банковской деятельности Совета Федерации.
В 2001 году администрацией Сахалинской области назначен членом Совета Федерации. Был заместителем председателя бюджетного комитета СФ. В конце года избран заместителем. С 30 января 2002 года по 28 января 2004 года работал первым заместителем председателя Совета Федерации.
12 мая 2004 года назначен Советом Федерации на должность аудитора Счётной палаты. В Счётной палате курировал расходы федерального бюджета на образование, науку, здравоохранение и культуру.
14 апреля 2010 года утверждён Советом Федерации в должности заместителя председателя Счётной палаты, с 17 июня 2010 года приступил к исполнению обязанностей.
В сентябре 2013 года назначен главным аудитором Банка России.
В августе 2016 года вошёл в Наблюдательный совет Российской национальной перестраховочной компании.
Автор нескольких научных статей и пяти монографий. В 2002 году опубликовал книгу «Бюджет как финансовый регулятор экономического развития».
Женат, два сына.
Награждён орденом «За заслуги перед Отечеством» IV степени, орденом Почёта, юбилейной медалью «В память 850-летия Москвы», медалью Кемеровской области «За особый вклад в развитие Кузбасса» I степени, почётной грамотой Совета Федерации. Имеет благодарность президента России (30.12.2003).